# Sellos de Portugal en 2011
Los sellos de Portugal en el año 2011 son puestos en circulación por Correios de Portugal, la administración postal portuguesa. Se realizaron tres tipos de sellos, todos con validez en el territorio portugués: la emisión del continente y las emisiones de las islas Madeira y Azores. En total se emitieron 123 sellos postales (22 en hoja bloque), comprendidos en 29 series filatélicas con temáticas diversas.

## Descripción

### Continente
| Fecha de emisión | Nombre del sello (descripción) | Dimensiones (mm)       | Valor facial (en céntimos de euro) |
| ---------------- | --- | ---------------------- | ---------------------------------- |
| 17.02            | «Aquí há selo» Diseños ganadores de la segunda edición del concurso público Aquí há selo (Aquí hay sello) 1) «Energías Renováveis» (Energías renovables) | 40,0 x 30,6            | 0,32                               |
| 17.02            | 2) «A Ilha» (La isla) | 40,0 x 30,6            | 0,47                               |
| 21.02            | «Fiestas tradicionales portuguesas» Dibujos alusivos a cinco fiestas tradicionales protuguesas: 1) Imagen de una fiesta tradicional: gente contemplando los fuegos artificiales | 30,6 x 27,7            | 0,10                               |
| 21.02            | 2) La Fiesta de los Tabuleiros de Tomar | 30,6 x 27,7            | 0,32                               |
| 21.02            | 3) La Fiesta de San Juan de Oporto | 30,6 x 27,7            | 0,47                               |
| 21.02            | 4) El Carnaval de Loulé en la localidad homónima | 30,6 x 27,7            | 0,68                               |
| 21.02            | 5) La Fiesta de la Flor de Madeira | 30,6 x 27,7            | 0,80                               |
| 02.03            | «Quesos portugueses» 1) El queso Serpa del Alentejo | 30,6 x 40,0            | 0,32                               |
| 02.03            | 2) El queso de Castelo Branco | 30,6 x 40,0            | 0,47                               |
| 02.03            | 3) El queso del Pico | 30,6 x 40,0            | 0,68                               |
| 02.03            | 4) El queso de Nisa | 30,6 x 40,0            | 0,80                               |
| 02.03            | 5) El queso Terrincho de Braganza | 30,6 x 40,0            | 1,00                               |
| 02.03            | 6) El queso de Castelo Branco En la hoja bloque se una etapa del proceso de la elaboración de este queso: el moldeado (HB) | 30,6 x 40,0 (125 x 95) | 2,50                               |
| 14.03            | «Rostros de la historia y la cultura» 1) El escritor Alves Redol y detalle de la portada de su novela Gaibéus (1940) | 40,0 x 30,6            | 0,32                               |
| 14.03            | 2) El escritor Manuel da Fonseca y uno de sus manuscritos | 40,0 x 30,6            | 0,47                               |
| 14.03            | 3) El escritor y político Trindade Coelho y una ilustración de su libro de memorias In Illo Tempore (1902) | 40,0 x 30,6            | 0,57                               |
| 14.03            | 4) La empresaria Antónia Ferreira y vista de un viñedo en bancal de la región del Alto Duero | 40,0 x 30,6            | 0,68                               |
| 14.03            | 5) El ingeniero y arquitecto Eugénio dos Santos y acuarela de la plaza del Comercio en Lisboa con el Arco de la Rua Augusta | 40,0 x 30,6            | 0,80                               |
| 22.03            | «Centenario de las Instituciones de Enseñanza Superior» Cada sello muestra un edificio de una Institución de Enseñanza Superior portuguesa, el logotipo de la celebración del centenario y un motivo característico 1) La rectoría de la Universidad de Lisboa y detalle de un azulejo que muestra a tres estudiantes | 40,0 x 30,6            | 0,32                               |
| 22.03            | 2) La rectoría de la Universidad de Oporto y un disco de Plácido | 40,0 x 30,6            | 0,32                               |
| 22.03            | 3) El Instituto Superior de Economía y Gestión de la Universidad Técnica de Lisboa y dos azulejos | 40,0 x 30,6            | 0,80                               |
| 22.03            | 4) El Instituto Superior Técnico de la Universidad Técnica de Lisboa y retrato del ingeniero y profesor Alfredo Bensaude | 40,0 x 30,6            | 0,80                               |
| 25.03            | «Centenario del Crédito Agrícola» Dos dibujos alusivos a las actividades del grupo Crédito Agrícola 1) Una urbanización y una fábrica en un entorno sostenible | 40,0 x 30,6            | N                                  |
| 25.03            | 2) Un asentamiento rural | 40,0 x 30,6            | E                                  |
| 07.04            | «Peces migratorios» 1) La lamprea de río (Lampetra fluviatilis) | 40,0 x 30,6            | 0,32                               |
| 07.04            | 2) El sábalo (Alosa alosa) | 40,0 x 30,6            | 0,47                               |
| 07.04            | 3) La platija europea (Platichthys flesus) | 40,0 x 30,6            | 0,68                               |
| 07.04            | 4) El morragute (Liza ramada) | 40,0 x 30,6            | 0,80                               |
| 07.04            | 5) La anguila europea (Anguilla anguilla) La hoja bloque muestra un dibujo con un cardumen de anguilas y una costa del llamado mar de los Sargazos con larvas de anguilas (HB) | 40,0 x 30,6 (125 x 95) | 1,80                               |
| 07.04            | 6) El salmón del Atlántico (Salmo salar) La hoja bloque muestra un dibujo con un entrante de mar, un par de salmones, huevas y larvas (HB) | 40,0 x 30,6 (125 x 95) | 1,80                               |
| 15.04            | «50 años de las relaciones diplomáticas Portugal - República de Corea» 1) Una carraca portuguesa (nau) del siglo XVI | 40,0 x 30,6            | I                                  |
| 15.04            | 2) Un barco tortuga coreano | 40,0 x 30,6            | I                                  |
| 21.04            | «Centenario de la Guarda Nacional Republicana (GNR)» 1) Gorros de representación de la GNR (masculino y femenino) | 30,0 x 40,0            | N                                  |
| 21.04            | 2) Detalle del uniforme militar de Honores de Estado La hoja bloque muestra un militar de caballería guardando Honores de Estado, además se ve una serie de fotografías de militares de la GNR en algunas de sus misiones (HB)                                                                                        | 40,0 x 30,6 (125 x 95) | 3,60                               |
| 09.05            | «Europa 2011» (HB) Serie anual a cargo de PostEurop, ese año bajo el tema Bosques 1) Un bosque de pinos piñoneros La hoja bloque unifica este sello con el siguiente en una vista general de un bosque | 40,0 x 30,6 (125 x 95) | 0,68                               |
| 09.05            | 2) Un hombre extrayendo el corcho de un alcornoque mediterráneo | 40,0 x 30,6 (125 x 95) | 0,68                               |
| 16.05            | «América - UPAEP» 1) Diseño elegido por Portugal para celebrar el centenario de la UPAEP y que representa dos circunferencias concéntricas terminadas en dos manos que se saludan; en el interior se ve una cara sonriente y en la corona, las banderas de todos los países miembros de la UPAEP                      | 30,6 x 40,0            | 0,80                               |
| 17.05            | «Portugal a ganar» (HB) Los dos equipos portugueses que disputaron la final de la Liga Europea de 2011 en el Estadio Aviva de Dublín, con victoria del primero por 1 a 0 1) El emblema del Fútbol Club Oporto La hoja bloque muestra una vista del interior del Estadio Aviva de Dublín                               | 30,6 x 40,0 (125 x 95) | 1,00                               |
| 17.05            | 2) El emblema del Sporting Clube de Braga | 30,6 x 40,0 (125 x 95) | 1,00                               |
| 25.05            | «Centenario del Instituto Militar de los Pupilos del Ejército» 1) El gorro de los pupilos del Ejército | 30,6 x 40,0            | 0,32                               |
| 25.05            | 2) Dos pupilos en una clase práctica sobre energías renovables | 30,6 x 40,0            | 1,00                               |
| 25.05            | 3) Dos alumnos con el uniforme de honores y portando el escudo del Instituto En la hoja bloque se muestra adicionalmente imágenes de la enseñanza en el Instituto (HB) | 40,0 x 30,6 (125 x 95) | 2,50                               |
| 26.05            | «Centenario del Museo de Chiado» Ocho obras de la colección del Museo de Chiado de Lisboa: cinco pinturas, dos fotografías y un vídeo 1) Tristezas, Cabeça (Tristezas, cabeza) del pintor Amadeo de Souza-Cardoso, 1915                                                                                               | 40,0 x 30,6            | 0,32                               |
| 26.05            | 2) A Luva Cinzenta (El guante grisáceo), Columbano Bordalo Pinheiro, 1881 | 40,0 x 30,6            | 0,32                               |
| 26.05            | 3) A Sesta (La siesta), José de Almada Negreiros, 1939 | 40,0 x 30,6            | 0,47                               |
| 26.05            | 4) Cais 44 (Muelle 44), Fernando Lanhas, 1944 | 40,0 x 30,6            | 0,68                               |
| 26.05            | 5) Sombra projectada de René Bértholo, Lourdes Castro, 1964 | 40,0 x 30,6            | 0,68                               |
| 26.05            | 6) La fotografía A Esquiva (La esquiva), João Maria Gusmão y Pedro Paiva, 2005 | 40,0 x 30,6            | 0,80                               |
| 26.05            | 7) Cuatro fotogramas del vídeo Landscape (Paisajes), Julião Sarmento, 1980 La hoja bloque muestra una vista de la Sala de las Bóvedas del museo (HB) | 40,0 x 30,6 (125 x 95) | 1,50                               |
| 26.05            | 8) La fotografía Estrada da Vida (Calle de la vida), Fernando Taborda, 1954 | 40,0 x 30,6 (125 x 95) | 1,50                               |
| 03.06            | «50 años de la Escuela de Fusileros» 1) Un militar entrenando en la "pista de barro" | 40,0 x 30,6            | 0,32                               |
| 03.06            | 2) Tres militares entrenando en un bote | 40,0 x 30,6            | 0,80                               |
| 03.06            | 3) El Monumento al Fusilero en la ciudad de Barreiro La hoja bloque muestra unos militares entrenando en un bote (HB) | 40,0 x 30,6 (125 x 95) | 2,50                               |
| 28.06            | «Bordados tradicionales portugueses» Ocho detalles de bordados típicos portugueses 1) Una sábana de enamorados | 30,6 x 40,0            | 0,32                               |
| 28.06            | 2) Tapete de Arraloios | 30,6 x 40,0            | 0,47                               |
| 28.06            | 3) Colcha de Castelo Branco | 30,6 x 40,0            | 0,57                               |
| 28.06            | 4) Chaleco femenino de Viana do Castelo | 30,6 x 40,0            | 0,68                               |
| 28.06            | 5) Toalla de Madeira | 30,6 x 40,0            | 0,80                               |
| 28.06            | 6) Sábana de la isla de Faial (Azores) | 30,6 x 40,0            | 1,00                               |
| 28.06            | 7) Camisa de novio típica de Guimarães (HB) | 30,6 x 40,0 (125 x 95) | 1,75                               |
| 28.06            | 8) Saco bordado a punto de cruz de Glória do Ribatejo | 30,6 x 40,0 (125 x 95) | 1,75                               |
| 20.07            | «500 años de las relaciones diplomáticas Portugal-Tailandia» Cuatro ilustraciones históricas sobre la llegada de los portugueses al reino de Siam en 1511, extraídas del Archivo Nacional de la Torre de Tombo 1) Una caravela llegando a tierras tailandesas                                                         | 40,0 x 30,6            | 0,32                               |
| 20.07            | 2) Una caravela navegando cerca de un poblado tailandés | 40,0 x 30,6            | 0,32                               |
| 20.07            | 3) Descubridores portugueses establecen contacto con las autoridades tailandesas | 40,0 x 30,6            | 0,80                               |
| 20.07            | 4) Una localidad costera tailandesa | 40,0 x 30,6            | 0,80                               |
| 27.07            | «Centenario del Archivo Nacional de la Torre de Tombo» 1) Texto extraído del tratado Leitura Nova, libro 4 de Além-Douro (pergamino de 1531) con ilustraciones | 40,0 x 30,6            | 0,32                               |
| 27.07            | 2) Otro texto extraído del tratado Leitura Nova, libro 4 de Além-Douro (pergamino de 1531) con ilustraciones | 40,0 x 30,6            | 0,68                               |
| 27.07            | 3) De fondo la carta de fundación de la Iglesia de Lardosa (882) con una ilustración del pergamino Apocalipse de Lorvão (Apocalipsis de Lorvão) del año 1189 | 40,0 x 30,6            | 2,00                               |
| 27.07            | 4) Atestado mandado hacer por Dionisio I, en el que se certifica que se había pescado un esturión de grandes dimensiones en el Tajo, cerca de Santarém (pergamino de 1321) En la hoja bloque se ve la fachada de la Torre de Pombo en Lisboa (HB)                                                                     | 40,0 x 30,6 (125 x 95) | 2,30                               |
| 07.09            | «Año mundial de la medicina veterinaria» Dibujos relacionados con la veterinaria 1) Dos cerdos en el remolque de una camioneta | 40,0 x 30,6            | 0,32                               |
| 07.09            | 2) Un caballo negro en cuyo cuerpo se ve una cadena de ADN | 40,0 x 30,6            | 0,68                               |
| 07.09            | 3) Ún gato negro ante una camilla con ruedas | 40,0 x 30,6            | 0,80                               |
| 07.09            | 4) Una vaca y una banda transportadora con botellas de leche | 40,0 x 30,6            | 1,00                               |
| 07.09            | 5) El sello muestra un búho posado en una rama La hoja bloque representa un paisaje natural con diferentes animales (HB) | 40,0 x 30,6 (125 x 95) | 2,50                               |
| 14.09            | «Teatro en Portugal» Seis retratos de importantes actores portugueses y cuatro escenas de diferentes obras representativas del teatro portugués 1) Amélia Rey Colaço | 40,0 x 30,6            | 0,32                               |
| 14.09            | 2) Laura Alves | 40,0 x 30,6            | 0,32                               |
| 14.09            | 3) Raul Solnado | 40,0 x 30,6            | 0,47                               |
| 14.09            | 4) Armando Cortez | 40,0 x 30,6            | 0,68                               |
| 14.09            | 5) Eunice Muñoz | 40,0 x 30,6            | 0,80                               |
| 14.09            | 6) Ruy de Carvalho | 40,0 x 30,6            | 1,00                               |
| 14.09            | 7) Frei Luís de Sousa escrita por Almeida Garrett y representada en 1943 en el Teatro Nacional Doña María II La hoja bloque muestra este sello y el siguiente y los retratos de Almeida Garrett y de D. João da Câmara (HB)                                                                                           | 40,0 x 30,6 (95 x 125) | 1,00                               |
| 14.09            | 8) Os Velhos (Los viejos) escrita por D. João da Câmara y representada en 1966 en el Teatro Nacional Doña María II | 40,0 x 30,6 (95 x 125) | 1,00                               |
| 14.09            | 9) Benilde ou a Virgem-Mãe (Benilde o la Virgen Madre) escrita por José Régio y representada en 1947 en el Teatro Nacional Doña María II La hoja bloque muestra este sello y el siguiente y los retratos de José Régio y Bernardo Santareno (HB)                                                                      | 40,0 x 30,6 (95 x 125) | 1,00                               |
| 14.09            | 10) A Promessa (La promesa) escrita por Bernardo Santareno y representada en 1967 en el antiguo Teatro Monumental | 40,0 x 30,6 (95 x 125) | 1,00                               |
| 21.09            | «Arqueología en Portugal» 1) Vista aérea de la acrópolis de Citania de Briteiros | 30,6 x 40,0            | 0,32                               |
| 21.09            | 2) Grabado de una roca en el parque arqueológico del valle del Coa | 30,6 x 40,0            | 0,47                               |
| 21.09            | 3) Detalle de un mosaico de la casa de la Cruz Suástica pertenecientes al Museu Monográfico de Conímbriga | 30,6 x 40,0            | 0,68                               |
| 21.09            | 4) Ruinas romanas de Milreu | 30,6 x 40,0            | 0,80                               |
| 21.09            | 5) Un monumento megalítico de Alcalar | 30,6 x 40,0            | 1,00                               |
| 21.09            | 6) El arqueólogo José Leite de Vasconcelos en el Museo Nacional de Arqueología de Lisboa (HB) | 30,6 x 40,0 (95 x 125) | 2,50                               |
| 30.09            | «Aguas y residuos» Dibujos que ilustran un trato ecológico del agua y los residuos 1) Agua de grifo potable | 40,0 x 30,6            | 0,32                               |
| 30.09            | 2) Ahorro de agua, evitando las fugas | 40,0 x 30,6            | 0,47                               |
| 30.09            | 3) Trato de aguas residuales para proteger el medio ambiente | 40,0 x 30,6            | 0,68                               |
| 30.09            | 4) Separación de la basura para reciclar | 40,0 x 30,6            | 0,80                               |
| 03.10            | «Fado» Seis famosos cantantes de fado 1) Alfredo Marceneiro | 40,0 x 30,6            | 0,32                               |
| 03.10            | 2) Carlos Ramos | 40,0 x 30,6            | 0,47                               |
| 03.10            | 3) Hermínia Silva | 40,0 x 30,6            | 0,57                               |
| 03.10            | 4) Maria Teresa de Noronha | 40,0 x 30,6            | 0,68                               |
| 03.10            | 5) Amália Rodrigues | 40,0 x 30,6            | 0,80                               |
| 03.10            | 6) Carlos do Carmo | 40,0 x 30,6            | 1,00                               |
| 03.10            | 7) El óleo O Fado (El fado, 1910) del pintor José Malhoa (HB) | 40,0 x 30,6 (125 x 95) | 2,50                               |
| 03.10            | «Fiestas tradicionales portuguesas» Dibujos alusivos a tres fiestas populares de Portugal 1) La Fiesta de los Tabuleiros de Tomar |                        | N                                  |
| 03.10            | 2) La fiesta de San José de Oporto | A                      |                                    |
| 03.10            | 3) El Carnaval de Loulé | E                      |                                    |
| 11.10            | «Correo escolar» Dibujos ganadores del concurso escolar Onde te leva a um selo? (¿Dónde te lleva un sello?) en las categorías preescolar, 1.º y 2.° ciclo de educación básica; este año bajo el tema "Imagina y cría un mañana más sustentable" 1) Un pájaro y un río con peces                                       | 40,0 x 30,6            | 0,32                               |
| 11.10            | 2) Un niño en una bicicleta cuyas ruedas delantera y trasera son, respectivamente, la Tierra y el Sol | 40,0 x 30,6            | 0,68                               |
| 11.10            | 3) Tres niños de diferentes pueblos cogidos de la mano sobre una esfera azul | 40,0 x 30,6            | 0,80                               |

### Madeira
| Fecha de emisión | Nombre del sello (descripción) | Dimensiones (mm)       | Valor facial (en céntimos de euro) |
| ---------------- | --- | ---------------------- | ---------------------------------- |
| 09.05            | «Europa 2011» (HB) Serie anual a cargo de PostEurop, ese año bajo el tema Bosques 1) Un sendero ecoturístico en un bosque de laurisilva               | 40,0 x 30,6 (125 x 95) | 0,68                               |
| 09.05            | 2) Una paloma de Madeira (Columba trocaz), ave endémica de la isla                                                                                    | 40,0 x 30,6 (125 x 95) | 0,68                               |
| 23.09            | «Quintas de Madeira» 1) La quinta de las Cruces, alberga un museo de artes decorativas                                                                | 40,0 x 30,6            | 0,32                               |
| 23.09            | 2) La quinta Jardines del Lago, ediificada en el siglo XVIII, cuenta con 2,5 hectáreas de bellos jardines y es un reputado parador turístico          | 40,0 x 30,6            | 0,68                               |
| 23.09            | 3) La quinta Monte Palace, elegante finca de finales del siglo XVIII, alberga la sede de la fundación de arte Berardo                                 | 40,0 x 30,6            | 0,80                               |
| 23.09            | 4) La quinta Serra Golf, palacete construido en 1923 con elementos característicos del modernismo (Arte nova en Portugal)                             | 40,0 x 30,6            | 2,00                               |
| 23.09            | 5) La quinta del Palheiro Ferreiro, data de 1801 y es actualmente un lujoso espacio turístico con amplios jardines, campo de golf, piscina y spa (HB) | 40,0 x 30,6            | 1,75                               |
| 23.09            | 6) La Quinta Vigia, actual residencia del presidente del Gobierno regional de Madeira (HB)                                                            | 40,0 x 30,6            | 2,30                               |

### Azores
| Fecha de emisión | Nombre del sello (descripción) | Dimensiones (mm)       | Valor facial (en céntimos de euro) |
| ---------------- | --- | ---------------------- | ---------------------------------- |
| 09.05            | «Europa 2011» (HB) Serie anual a cargo de PostEurop, ese año bajo el tema Bosques 1) Un paisaje representativo de las Azores | 40,0 x 30,6 (125 x 95) | 0,68                               |
| 09.05            | 2) Un paisaje representativo de las Azores | 40,0 x 30,6 (125 x 95) | 0,68                               |
| 24.08            | «Patrimonio de la caza de ballena» Todos los sellos incluyen un grabado antiguo y dos imágenes contemporáneas que representan diversas facetas de la caza de ballena 1) Dos baleeiros o cazadores de ballenas en sus respectivos botes | 40,0 x 30,6            | 0,32                               |
| 24.08            | 2) Cazando una ballena y cazadores en su bote | 40,0 x 30,6            | 0,68                               |
| 24.08            | 3) Cazadores remando | 40,0 x 30,6            | 0,80                               |
| 24.08            | 4) Arrastrando una ballena por el mar y la ballena finalmente en tierra | 40,0 x 30,6            | 2,00                               |
| 24.08            | 5) Dos familiares esperando ansiosamente y unos cazadores preparando sus botes La hoja bloque muestra un bote para la caza de ballena en construcción (HB)                                                                             | 40,0 x 30,6 (125 x 95) | 1,75                               |
| 24.08            | 6) Cazadores en acción La hoja bloque muestra el núcleo de un bote en construcción (HB) | 40,0 x 30,6 (125 x 95) | 2,30                               |